# ملعب مالمو
ملعب مالمو ستاديون (بالإنجليزية: Malmö Stadion)‏ هو ملعب كرة قدم متعدد الأغراض يستضيف مسابقات ألعاب القوى، يقع في مالمو، السويد، يتسع لـ 26,500 متفرج.

## التاريخ
تم وضع حجر الأساس للملعب في 5 يونيو 1956. بدأ بنائه في 1956 وافتتح في 28 مايو 1958. تمت توسعته في 1992.